# Every Time I Look At You
«Every Time I look At You» es una canción de la banda americana de Hard rock Kiss. Es el noveno track del álbum Revenge, de 1992, del cual fue sacado como sencillo. Es una de las power ballads del grupo. Es uno de los pocos temas de Kiss tocados con instrumentos orquestales. No fue interpretada en vivo, excepto para el ciclo MTV Unplugged. Fue escrita por el cantante y guitarrista Paul Stanley y el productor Bob Ezrin.

## Video musical
Muestra a Kiss con su formación de la época tocando en una especie de iglesia abandonada junto a una orquesta. Paul Stanley (quien luce una barba) permanece tocando una guitarra acústica, mientras que Bruce Kulick utiliza dos guitarras eléctricas en el video, una Gibson SG y luego una ES-335.